# 粗仿鱨
粗仿鱨，為輻鰭魚綱鯰形目鱨科的其中一種，為亞熱帶淡水魚類，分布於亞洲中國淡水流域，體長可達28公分，棲息在底層水域，生活習性不明。